# Cuza Vodă (Galați)
Cuza Vodă is een Roemeense gemeente in het district Galați.
Cuza Vodă telt 3225 inwoners.